# Trás-os-Montes (DOC)
Le Trás-os-Montes est une appellation d'origine (DOC) portugaise produite dans le terroir viticole de Trás-os-Montes, qui couvre les régions de Chaves, Planalto Mirandês et Valpaços, située au nord-est du pays. 

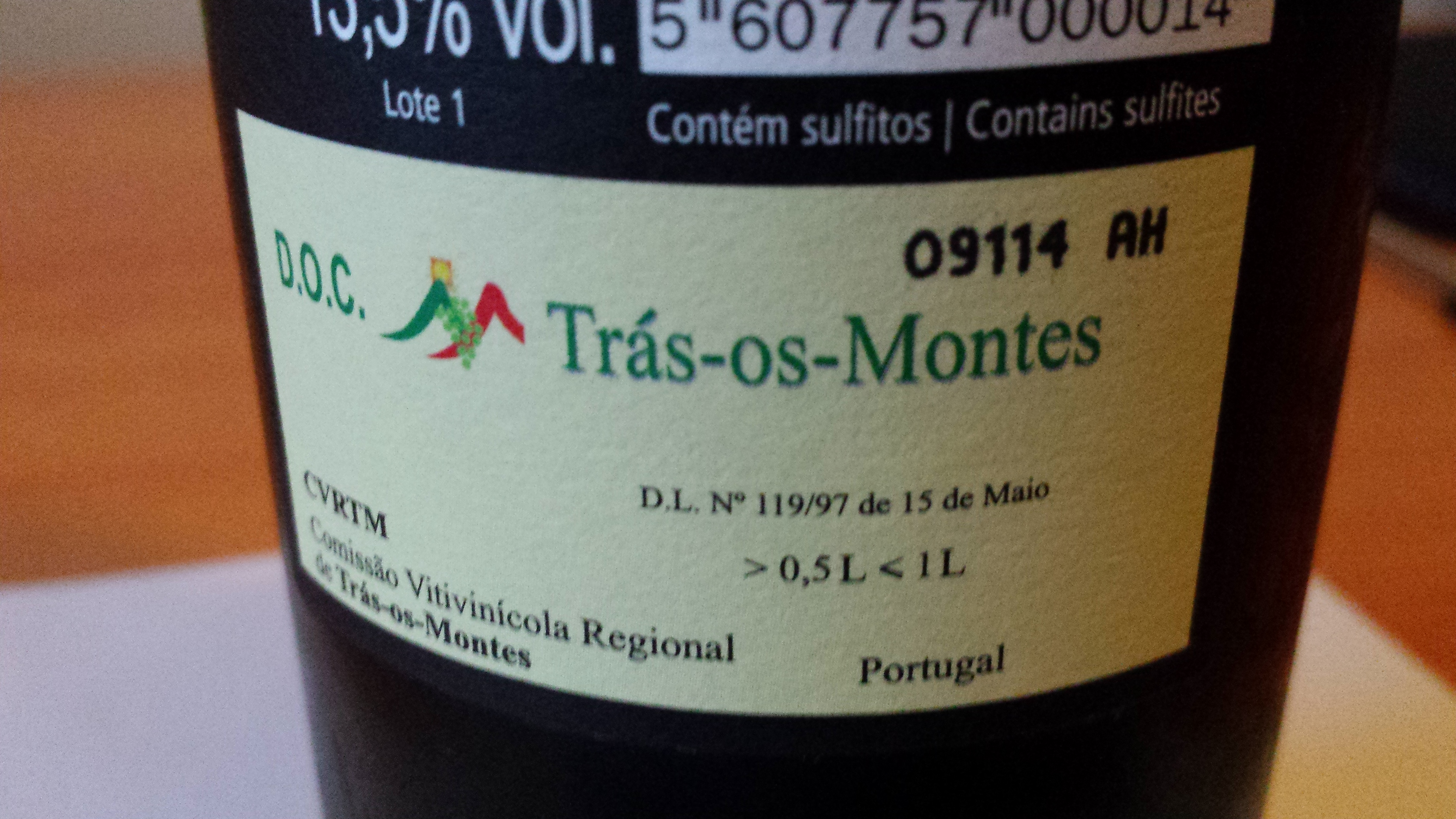
DOC Trás-os-Montes.

## Type de vins
Les vins de Trás-os-Montes peuvent être blanc, rouge, rosé, ou vinifié en vin doux naturel et mousseux. Une eau-de-vie est élaboré sous la même appellation. 

## Encépagement
Les cépages utilisés pour le rouge et le rosé sont Alicante Bouschet, Tinta roriz, Baga, Bastardo, Castelão, Cornifesto, Malvasia preta, Marufo, Tinta barroca, Tinta carvalho, Tinto cão, Touriga franca, Touriga nacional, Trincadeira (ou Tinta amarela) et Moscatel roxo. Les vins blancs sont élaborés à base d'Alvarinho, Arinto (Pedernã), Bical, Boal branco, Carrega branco, Côdega de Larinho, Donzelinho branco, Fernão Pires (Maria Gomes), Gouveia, Malvasia fina, Moscatel galego branco, Rabigato, Samarinho, Síria (ou Roupeiro) et Viosinho.